# 原口大輝
原口 大輝（はらぐち だいき、1993年11月13日 - ）は、フリーアナウンサー。元静岡放送アナウンサー。宮崎県えびの市出身。

## 人物
高校時代は日南学園高校の硬式野球部に所属し、第93回全国高等学校野球選手権大会にも出場した。高校卒業後は専門学校に進学し、3年次に鹿屋体育大学に編入し、その後は筑波大学の大学院に進学した。
大学院修了後はスポーツを身近に伝えられる職業としてアナウンサーを志望し、2018年4月に静岡放送に入社した。
趣味は野球観戦と料理。野球は東京ヤクルトスワローズのファン。料理がプロ並みに上手く、『まだ帰りたくない大人たちへ チョコレートナナナナイト!』のコーナー「原口大輝のお持ち帰り大作戦」でチキン南蛮や恵方巻きを作り、腕の凄さを認められた。
また、アニメや漫画、ゲームなどのサブカルチャーの造詣が深く、自身のYouTubeチャンネルでゲーム実況動画を公開するほか、アニメをテーマにしたラジオ番組『TOROアニメーション総研』のパーソナリティも担当した。
2023年2月17日放送の『IPPO』番組内で、年度末をもって静岡放送を退社することを発表した。
静岡放送退社以降は株式会社オトナルでセールスプランナーを務め、サラリーマンとして働く傍ら、主に週末にフリーアナウンサーとして活動を続けている。

## 出演番組
- オトナル原口大輝のエスケープジャーニー[4][3]（FM大阪、2024年9月7日 - 、毎週土曜日20:30 - 21:00）

## 静岡放送時代の出演番組
- スポーツ中継
  - Jリーグ中継 - 主に清水エスパルス・ジュビロ磐田戦の実況・リポーター
  - 全国高等学校野球選手権静岡大会 - ラジオ実況[5]
  - SBSビッグナイター - 静岡県内で開催されるプロ野球公式戦をSBSの制作で中継する際に実況・リポートを担当。
  - しずおか市町対抗駅伝 [6]
- 静岡新聞ニュース[7]
- みなスポ - MC
- IPPO - 木曜・金曜日パーソナリティ
- TOROアニメーション総研 - メインパーソナリティ
- THE TIME, （2022年5月31日[8] - )
- Soleいいね!
- ORANGE
- アナらじ
- まだ帰りたくない大人たちへ チョコレートナナナナイト! - 『夜の生中継』のコーナーに隔週出演